# MOST LOVED HITS OF HIROMI GO
『MOST LOVED HITS OF HIROMI GO』（モースト・ラヴド・ヒッツ・オブ・ヒロミ・ゴー）は、日本の歌手・郷ひろみが2001年7月4日にSony Recordsから発売した26枚目および27枚目のベストアルバムである。

## 内容
前作『With Whom?』から約4ヶ月ぶり、ベストアルバムとしては『ALL THE SINGLES 1972-1997』から約3年11ヶ月ぶり、デビュー30周年を記念して制作された活動休止前最後の作品。
これまでに発表してきた楽曲のなかからウェブサイトやはがきによる投票で収録曲を厳選し、全曲リアレンジと歌い直しをして収録された。

## VOL.1

### 収録曲
1. 男の子女の子
作詞：岩谷時子
作曲：筒美京平
編曲：田中直樹
2. 花とみつばち
作詞：岩谷時子
作曲：筒美京平
編曲：田中直樹
3. 恋の弱味
作詞：橋本淳
作曲：筒美京平
編曲：田中直樹
4. あなたがいたから僕がいた
作詞：橋本淳
作曲：筒美京平
編曲：田中直樹
5. マイ レディー
作詞・作曲：唐沢晴之介
編曲：田中直樹
6. セクシー・ユー（モンロー・ウォーク）
作詞：来生えつこ
作曲：南佳孝
編曲：田中直樹
7. How many いい顔
作詞：阿木燿子
作曲：網倉一也
編曲：田中直樹
8. 若さのカタルシス
作詞：阿木燿子
作曲：都倉俊一
編曲：田中直樹
9. お嫁サンバ
作詞：三浦徳子
作曲：小杉保夫
編曲：田中直樹
10. 2億4千万の瞳〜エキゾチック・ジャパン〜
作詞：売野雅勇
作曲：井上大輔
編曲：小南数麿
11. GOLDFINGER 2001
作詞・作曲：ドラコ・ロサ、デズモンド・チャイルド
日本語詞：康珍化
編曲：田中直樹
12. なかったコトにして[注 1]
作詞：森浩美
作曲：ダンス☆マン
編曲：田中直樹

## VOL.2

### 収録曲
1. 哀愁のカサブランカ
作詞・作曲：バーティ・ヒギンズ、ソニー・リンボ、ウィリー・J・ヒーリー
日本語詞：山川啓介
編曲：田中直樹
2. よろしく哀愁
作詞：安井かずみ
作曲：筒美京平
編曲：田中直樹
3. 裸のビーナス
作詞：岩谷時子
作曲：筒美京平
編曲：田中直樹
4. 言えないよ
作詞：康珍化
作曲：都志見隆
編曲：田中直樹
5. 僕がどんなに君を好きか、君は知らない
作詞：芹沢類
作曲：楠瀬誠志郎
編曲：沼井雅之
6. 忘れられないひと
作詞：松井五郎
作曲：都志見隆
編曲：沼井雅之
7. 逢いたくてしかたない
作詞：松井五郎
作曲：都志見隆
編曲：田中直樹
8. ハリウッド・スキャンダル
作詞：阿木燿子
作曲：都倉俊一
編曲：沼井雅之
9. Careless whisper
作詞・作曲：ジョージ・マイケル、アンドリュー・リッジリー
編曲：田中直樹
10. 小さな体験
作詞：岩谷時子
作曲：筒美京平
編曲：田中直樹
11. 大人たちのFour Seasons
作詞：郷ひろみ
作曲：小森田実
編曲：田中直樹
12. ALL MY LIFE
作詞：秋元康
作曲：見岳章
編曲：沼井雅之

## 参加ミュージシャン
- 郷ひろみ：Vocal

Perfect
- 田中直樹：Programming & Keyboard & Bass
- 沼井雅之：Keyboard & Guitar & Backing Vocal
- 小南数麿：Guitar
- 上村寛：Sax
- 渡辺陽一：Bass
- 中野周一：Drums
- 大野けいぞう：Computer Manipulater

Additional Musicians
- 岡田恭一：Trumpet
- 関根安里：Violin